# ويليام كاي إستس
ويليام كاي إستس (بالإنجليزية: William Kaye Estes)‏ هو عالم نفس أمريكي، ولد في 17 يونيو 1919 في منيابولس في الولايات المتحدة، وتوفي في 17 أغسطس 2011 في بلومنغتون في الولايات المتحدة.

## وصلات خارجية
- ويليام كاي إستس على موقع الموسوعة البريطانية (الإنجليزية)